# Kopyl
Kopyl (biał. Капыль, Kapyl) – miasto na Białorusi w obwodzie mińskim, centrum administracyjne rejonu kopylskiego; 9,9 tys. mieszkańców (2010).
Miasto magnackie położone było w końcu XVIII wieku w powiecie nowogródzkim województwa nowogródzkiego.

## Historia

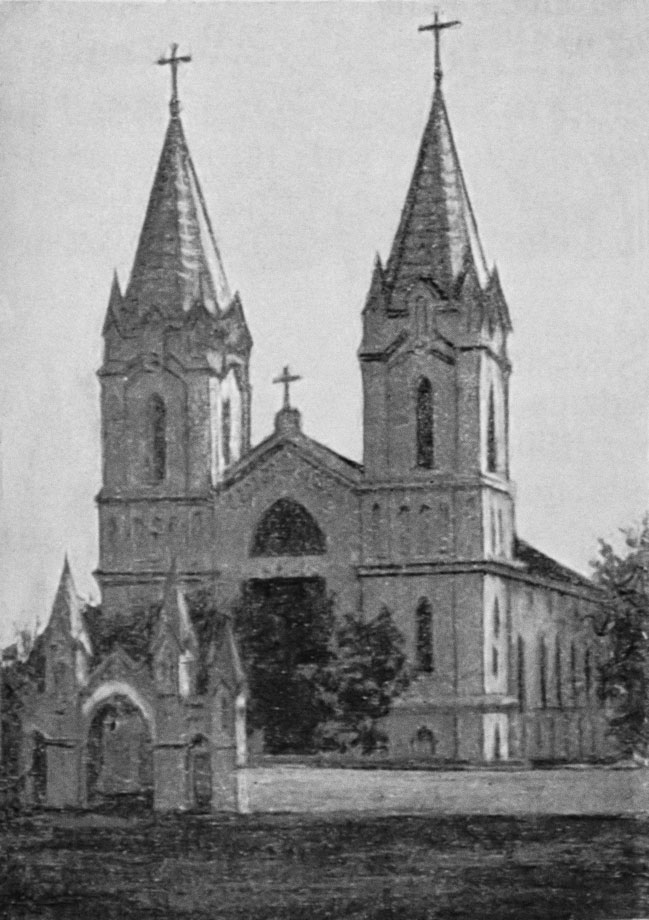
Kościół Apostołów Piotra i Pawła ok. 1914 (niezachowany)

W 1596 roku miejsce koncentracji szlachty powiatu nowogródzkiego na wyprawę przeciwko Kozakom Nalewajki, na którą to koncentrację stawiły się sotnie m.in. Augustyna Czarkowskiego, Hrehora Wnichowskiego, Adama Chreptowicza, Marina Okunia, Mikołaja Woyny.
Prawa miejskie magdeburskie nadał miejscowości król Polski Jan II Kazimierz Waza w 1652.
W latach 1919–1920 pod zarządem polskim, przynależał administracyjnie do powiatu słuckiego okręgu mińskiego Zarządu Cywilnego Ziem Wschodnich.
Do początku lat 20. XX wieku w Kopylu stał katolicki kościół św. Rocha. Po włączeniu miasta do Białoruskiej SRR bolszewicy zamknęli, a potem zburzyli kościół. Na początku lat 30. na jego miejscu został wzniesiony budynek rejonowego oddziału NKWD. Zdaniem historyków w jego piwnicach wykonywano wyroki śmierci. Ze względu na pograniczny charakter, w mieście dokonywano wysiedleń i represji ludności polskiej oraz szczególnie prześladowano przeciwników politycznych. Swoje apogeum represje osiągnęły na przełomie 1937 i 1938 roku. Według oficjalnych danych w tym okresie w Kopylu i jego otoczeniu rozstrzelano 83 osoby, jednak zdaniem historyków, liczba ta była większa. Budynek NKWD w Kopylu został zniszczony w czasie niemieckiej okupacji w latach 1941–1944 i już go nie odbudowano.
Podczas okupacji hitlerowskiej, w lipcu 1941 roku Niemcy utworzyli getto dla żydowskich mieszkańców. Przebywało w nim około 1500 osób. 23 lipca 1942 roku Niemcy zlikwidowali getto, a Żydów zamordowano. Sprawcami zbrodni byli Niemcy oraz białoruska policja i bałtyckie formacje SS.

## Pomniki
- Krzyż ofiar represji lat 20.–80. – drewniany, sześciometrowy, sześcioramienny krzyż z napisem w języku białoruskim: Swiataja pamiać / achwiaram / represij / 20–80 hadou. / Udziacznyja / naszczadki (pol. Święta pamięć ofiarom represji lat 20.–80. Wdzęczni potomkowie). Znajduje się na placu Lenina, na miejscu dawnego budynku NKWD[5].

- Tablica pamiątkowa poświęcona Zmicierowi Żyłunowiczowi –  znajduje się na ścianie domu, w którym się urodził, na ul. Żyłunowicza 39. Została umieszczona w 1995 roku z inicjatywy administracji rejonu kopylskiego. Znajduje się na niej napis w języku białoruskim: U hetym domie naradziusia wiadomy piśmiennik i hramadska-palityczny dziejacz, starszynia rewalucyjnaha rabocza-sialanskaha urada Biełarusi 1919 h. / Ciszka Hartny (Z. H. Żyłunowicz) 1887–1937 (pol. W tym domu urodził się znany pisarz i działacz społeczno-polityczny, przewodniczący rewolucyjnego robotniczo-chłopskiego rządu Białorusi 1919 r. / Ciszka Hartny (Z. H. Żyłunowicz) 1887–1937)[7].

## Urodzeni w Kopylu
- Zmicier Żyłunowicz – białoruski pisarz i poeta, działacz narodowy i komunistyczny.
- Dzmitryj Czarnuszewicz – białoruski językoznawca i działacz komunistyczny.
- Mendele Mojcher Sforim – najstarszy z klasyków nowoczesnej literatury jidysz, jeden z pionierów nowożytnej literatury hebrajskiej.

## Galeria

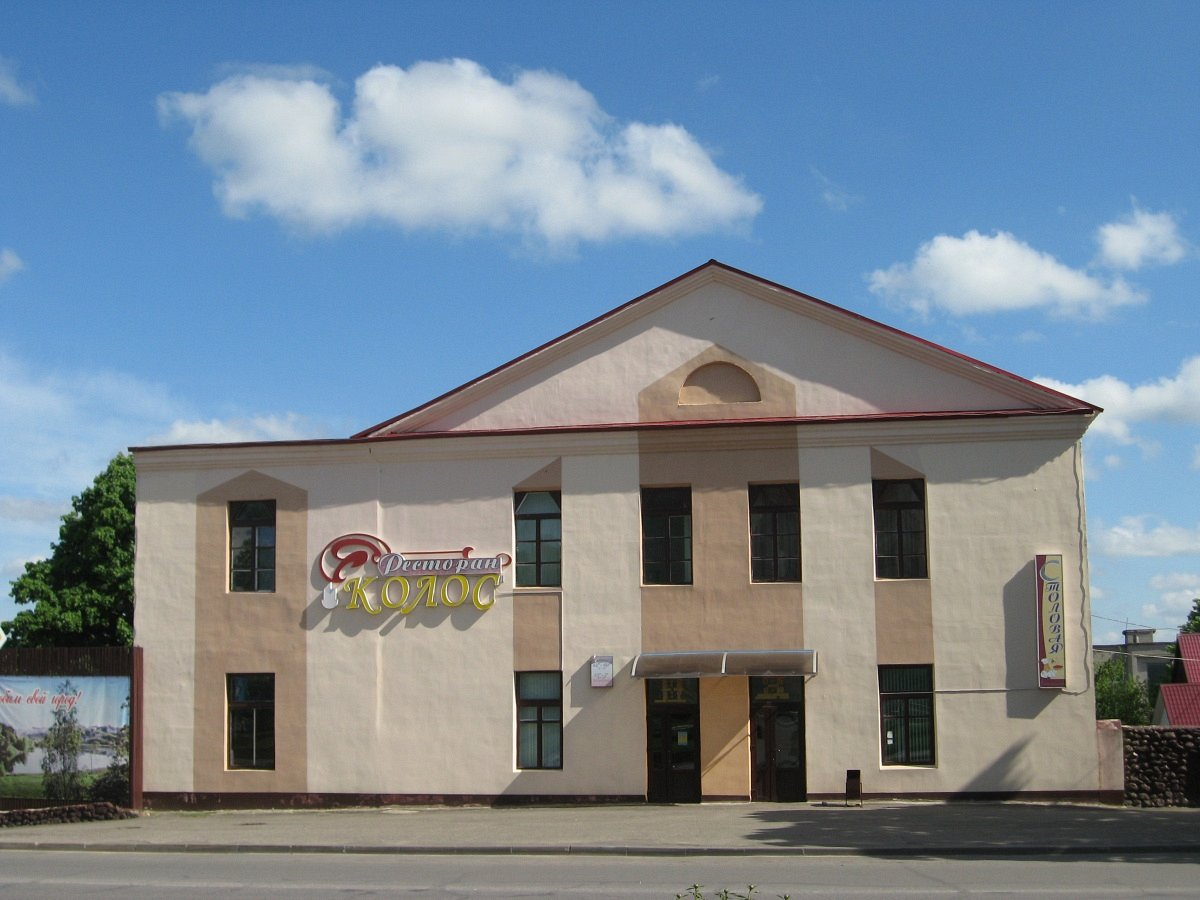
Budynek w miejscu dawnego kościoła Apostołów Piotra i Pawła
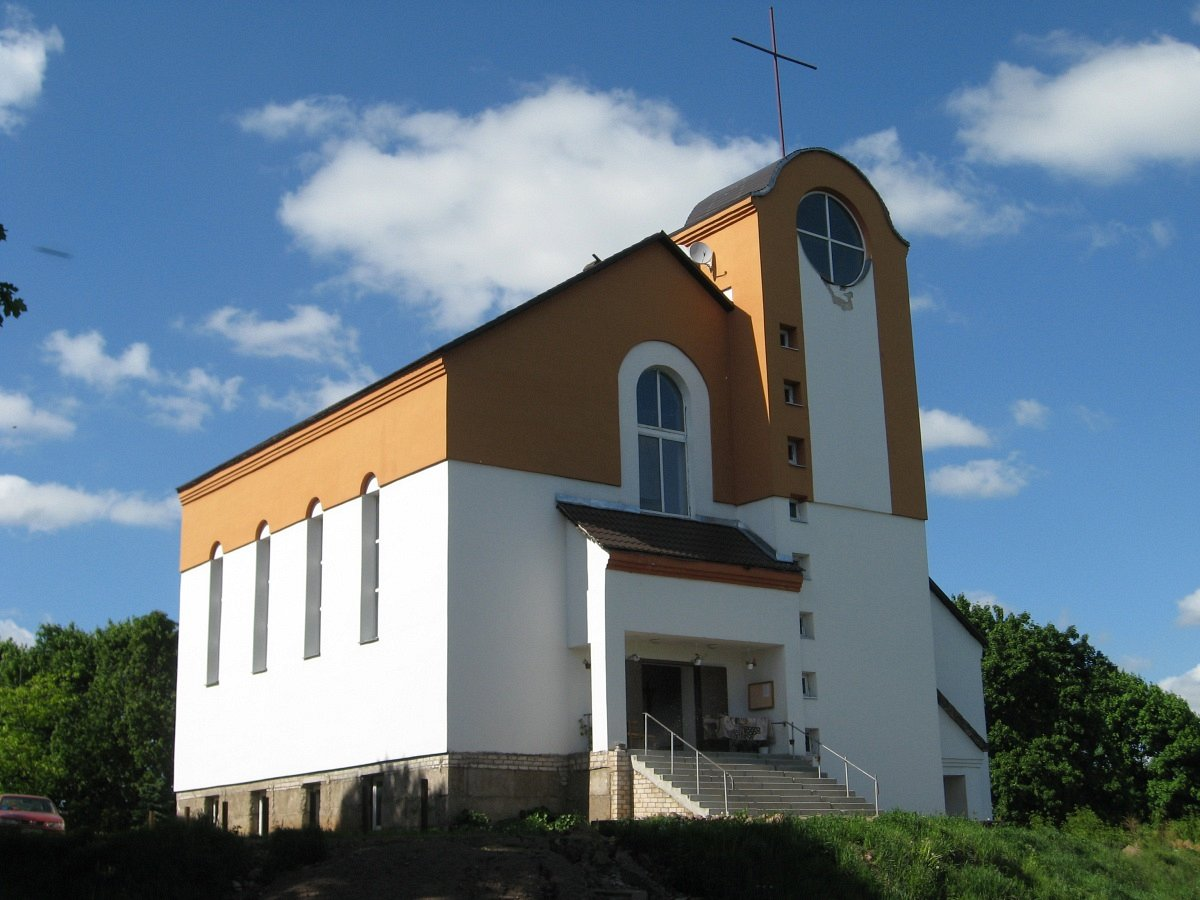
Współczesny kościół śś. Piotra i Pawła
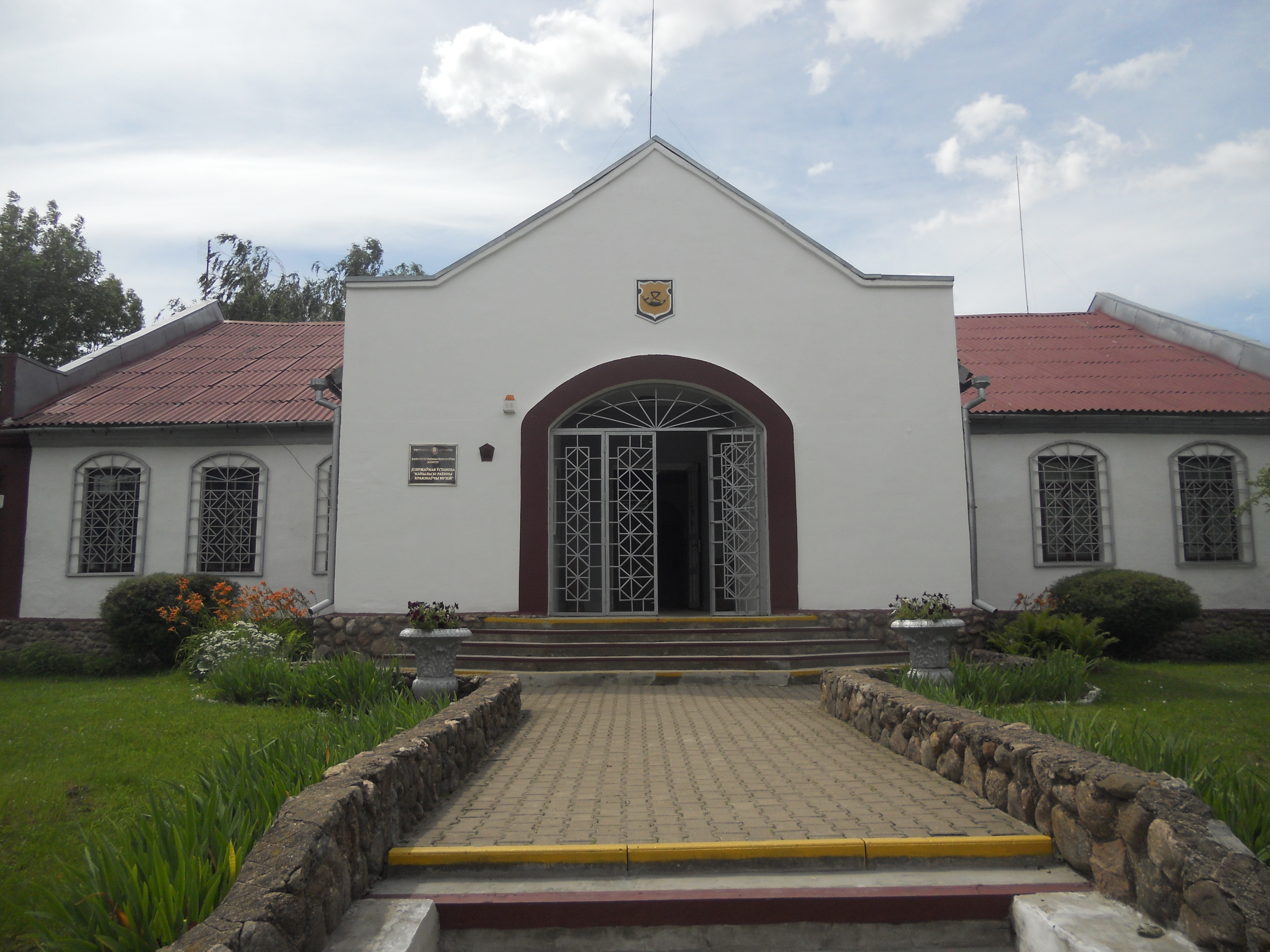
Lokalne muzeum krajoznawcze
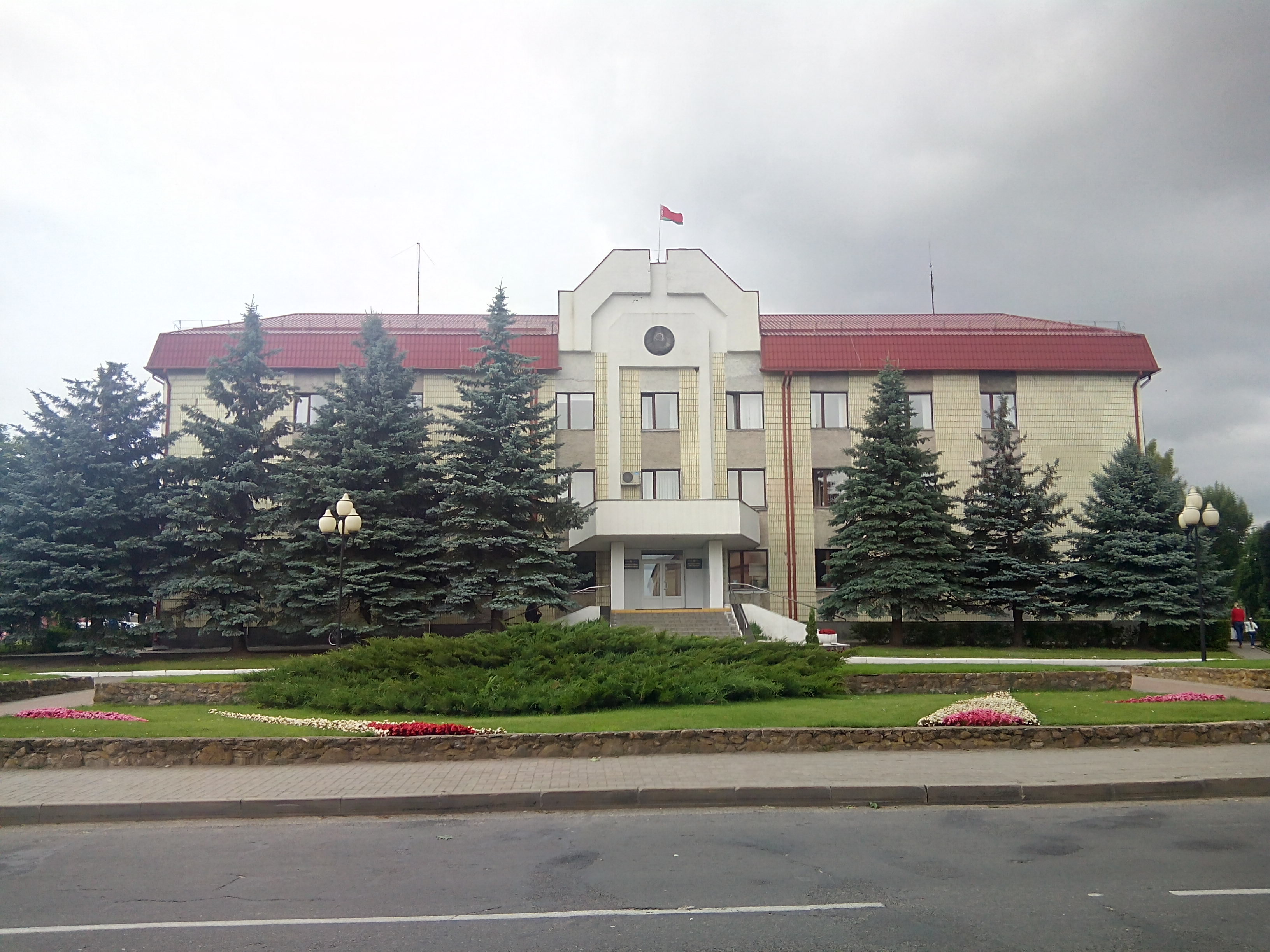
Gmach administracji
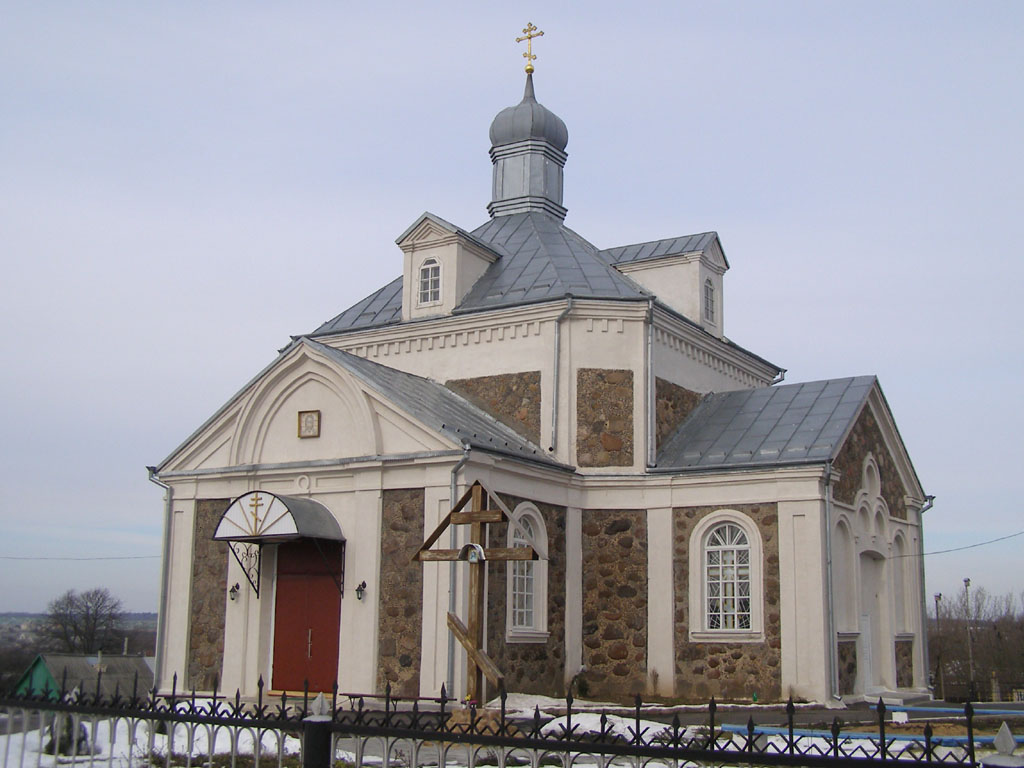
Cerkiew Wniebowstąpienia Pańskiego